# 안용진
안용진(1980년 4월 2일 ~ )는 대한민국의 방송 작가이다.

## 출연작

### 방송
- 개그야 (MBC)
- 생생 정보통 (KBS)
- 신동엽 김병만의 개구쟁이 (JTBC)